# Aloe microstigma
Aloe microstigma är en grästrädsväxtart som beskrevs av Salm-dyck. Aloe microstigma ingår i släktet Aloe och familjen grästrädsväxter.

## Underarter
Arten delas in i följande underarter:
- A. m. framesii
- A. m. microstigma

## Bildgalleri

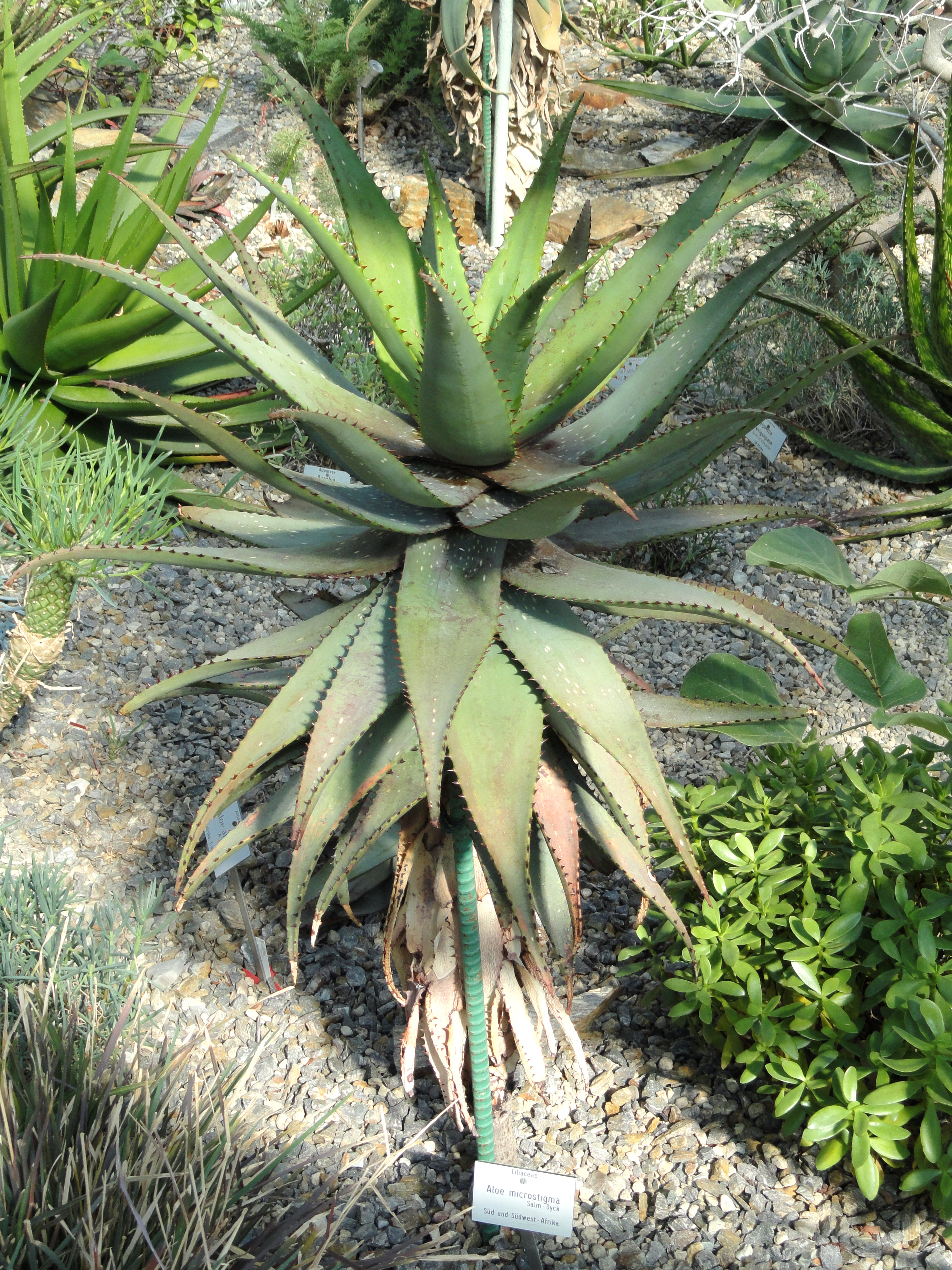
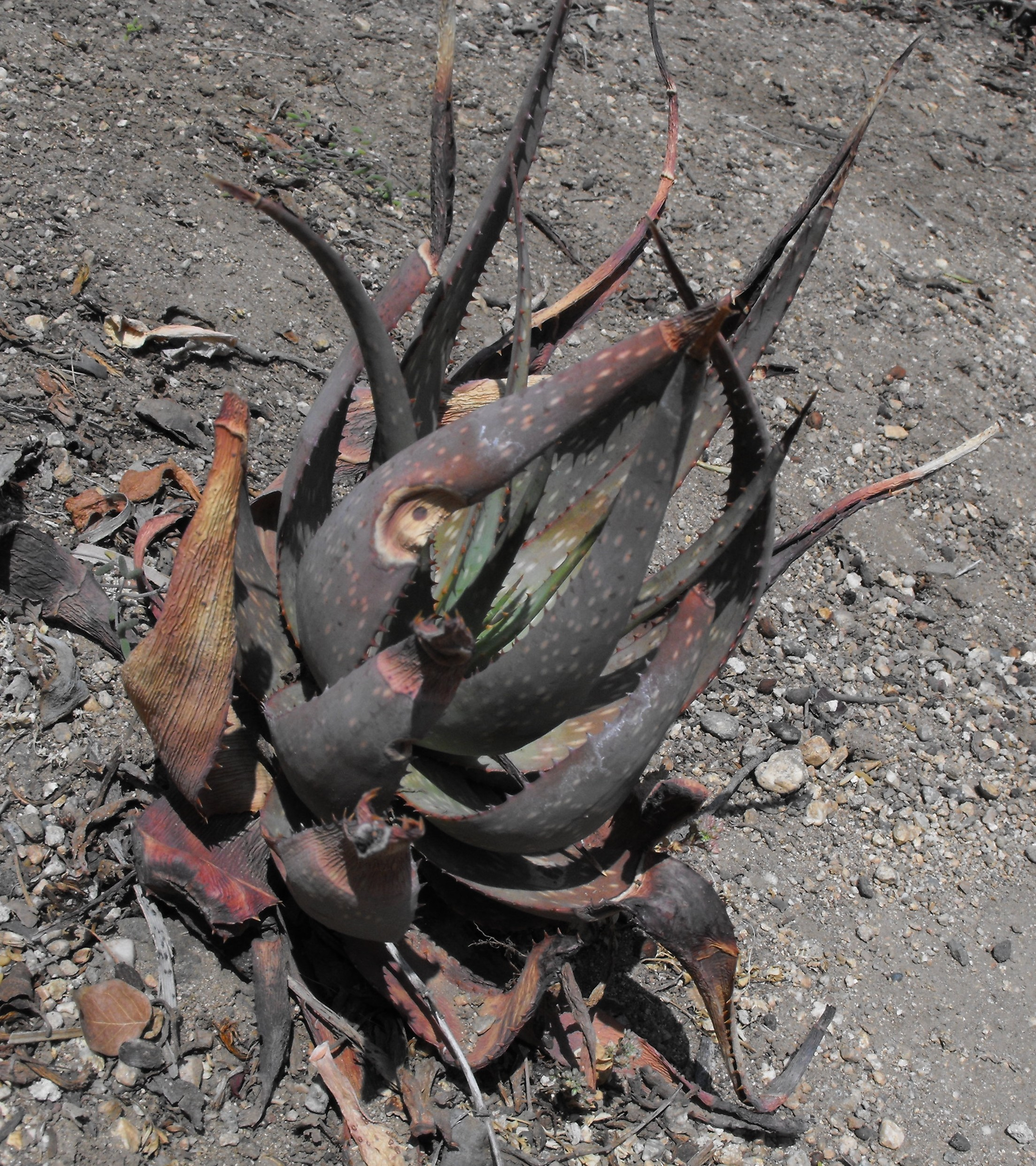
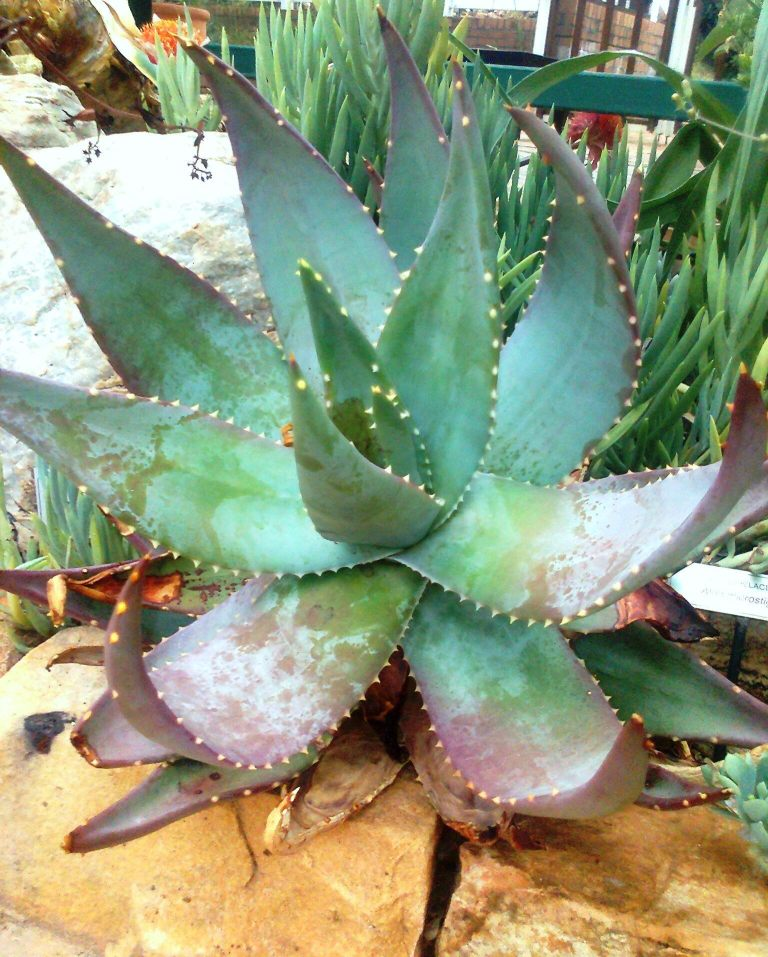